# Poilu mourant

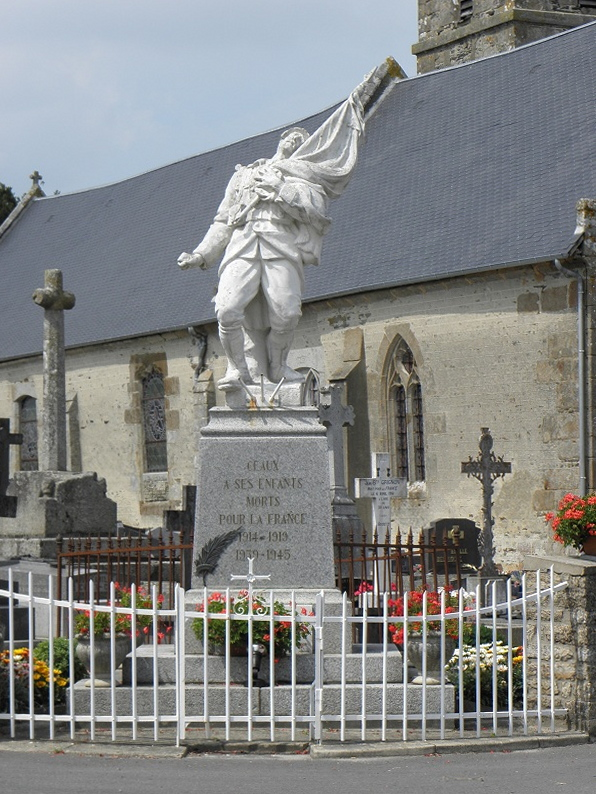
Céaux : un poilu défendant le drapeau, monté sur un piédestal.

Le poilu mourant est une œuvre rendant hommage aux soldats morts au combat durant la Première Guerre mondiale, que l'on surnommait les poilus.
Ce monument dit « poilu mourant » découle d'un type particulier de monument : funéraire-patriotique, que définit essentiellement l'usage allégorique du drapeau. Il se distingue du poilu au repos par sa moindre diffusion.

## Histoire
La Première Guerre mondiale a profondément meurtri la Nation. La France est un des pays qui a subi, parmi les principaux belligérants, la plus forte mortalité au combat. D'ailleurs, l'importance des pertes subies par les troupes françaises a été gardée secrète jusqu'au rapport établi en 1920 par Louis Marin, rapporteur du budget à la Chambre et chargé de chiffrer la proposition de loi visant à attribuer une somme de 1 000 francs aux familles des soldats morts pour la France. La France est frappée par un deuil de masse. Mais ce travail de deuil est ralenti par l'absence de dépouille des soldats qui sont enterrés directement sur le champ de bataille ou dans les cimetières militaires ou civils situés dans la zone armée, voire impossible quand le corps du défunt ne peut être retrouvé.
Afin de donner aux familles privées de la dépouille de leurs proches la possibilité de faire leur deuil, l'idée émerge de donner à tous ces soldats « disparus » une sépulture symbolique. Un projet, une première fois évoqué à Rennes le 20 novembre 1916 par François Simon, parle alors d'ouvrir « les portes du Panthéon à l'un de ces combattants ignorés morts bravement pour la patrie ». Puis, le 12 juillet 1918, Maurice Maunoury propose l'inhumation d'un fantassin français inconnu au panthéon et dépose un projet de loi le 19 novembre 1918 en ce sens. C'est ainsi que le principe de l'inhumation d'un « déshérité de la mort » est adopté par la Chambre le 12 septembre 1919 de manière à incarner le sacrifice de tous les poilus et à donner un corps à pleurer à toutes les familles de soldats « disparus ». Dès lors, un véritable « culte de l'inconnu » se met en place afin d'honorer ces soldats morts pour la France.
Des monuments aux morts sont ainsi édifiés sous la pression de l'opinion publique dans la quasi-totalité des communes de France qui font office de « tombe de substitution » en l'absence de corps à enterrer. On va pour la première fois inscrire sur ces monuments le nom des soldats morts, inaugurant ainsi ce que Thomas W. Laqueur appelle une « démocratie de la mort ».
L'État propose même aux communes qui en font la demande des subventions proportionnelles au nombre de leurs habitants tués à la guerre.
Sous la direction, généralement, des conseils municipaux sont ainsi édifiés ces monuments funéraires qui prennent diverses formes. Ainsi, le monument aux morts de l'église Saint-Nicolas de Craon à Mayenne prend la forme originale d'un livre d'or de 121 noms, quand le monument aux morts de la commune de Craon, lui, représente un poilu mourant en défendant le drapeau.
Chaque 11 novembre, jour anniversaire de l'Armistice, devenu férié sous la pression des anciens combattants, la République célèbre « la commémoration de la victoire et de la paix » (loi du 24 octobre 1922). Le cérémonial prévoit ainsi, avant ou après une minute de silence, l'appel de tous les morts où, après chaque nom, un enfant des écoles ou un ancien combattant répondra « mort pour la France ».

## Les différentes versions
Le poilu mourant est érigé en France avec de nombreuses variantes.

### La version avec un buste de poilu
Une variante de buste de poilu embrasse le drapeau à la façon d'un mourant embrassant un crucifix, comme la sculpture de Charles-Eugène Breton qui couronne le monument d'Arsure-Arsurette.

### «Poilu mourant en défendant le drapeau» associé à une statue de la Victoire
Cette statue provient du catalogue des Marbreries générales de Paris (Ursule Gourdon). Certaines communes, comme Azur ou Sainte-Marie-de-Ré, ont fait le choix d'une composition associant au modèle du poilu mourant une statue de la Victoire.
De plus, on a une autre version de cette statue, toujours des Marbreries générales, où la Victoire vient couronner un poilu mourant avec un drapeau.

### La version de Jules Déchin
La statue de Jules Déchin représente un poilu en uniforme couché, tête nue, tenant son fusil dans sa main droite, sa main gauche sur la poitrine. Il regarde en l'air. Sa jambe droite est fléchie.
Elle orne notamment les monuments aux morts d'Athies, Aumont-Aubrac, Béthencourt (dans le cimetière), Bief-du-Fourg, Boisleux-au-Mont, Brunembert, Chaulnes, Corcieux, Elven, Herly (dans l'église Saint-Pierre), Jouey, Juvigny-sous-Andaine, Lézardrieux, Ligny-en-Cambrésis, Les Vans, Loos-en-Gohelle, Mercatel, Ohain, Origny-en-Thiérache, Pleines-Œuvres, Ploumagoar, Pont-Farcy, Saint-Just, Saint-Porchaire, Saint-Romain-de-Colbosc, Tannois, Thiembronne et Urcel.

## Galerie

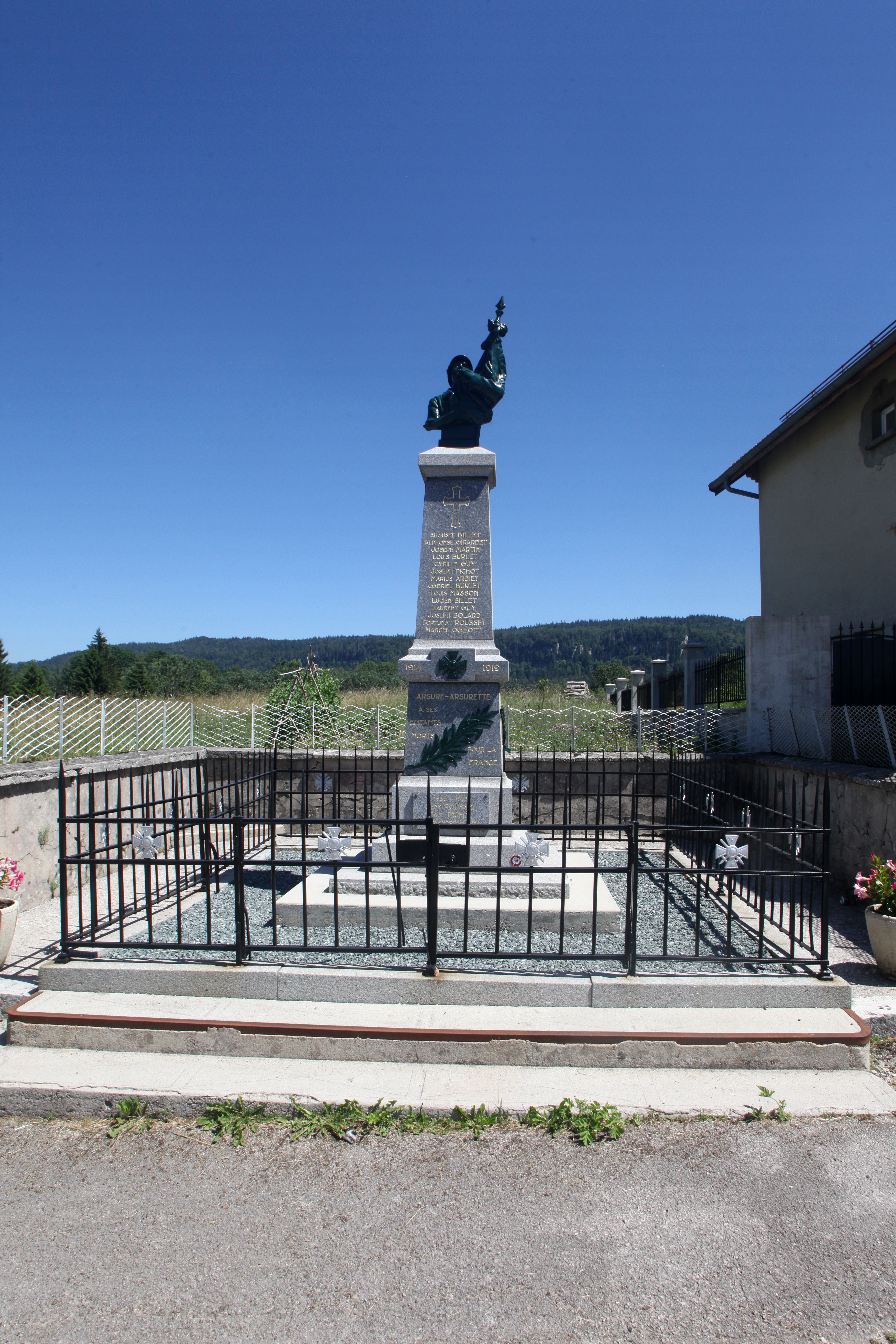
Arsure-Arsurette, 1914-1919.
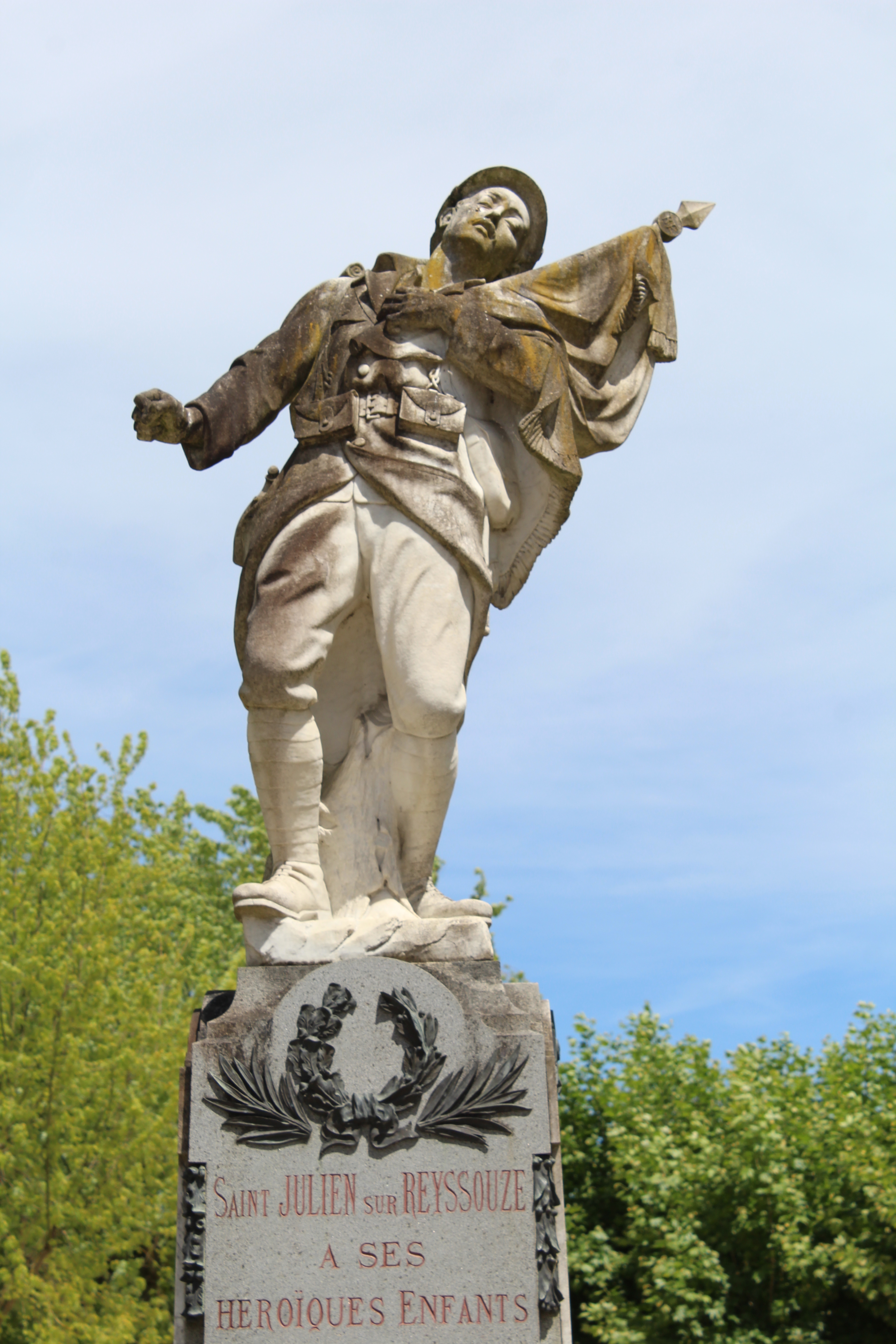
Saint-Julien-sur-Reyssouze « Poilu mourant en défendant le drapeau »
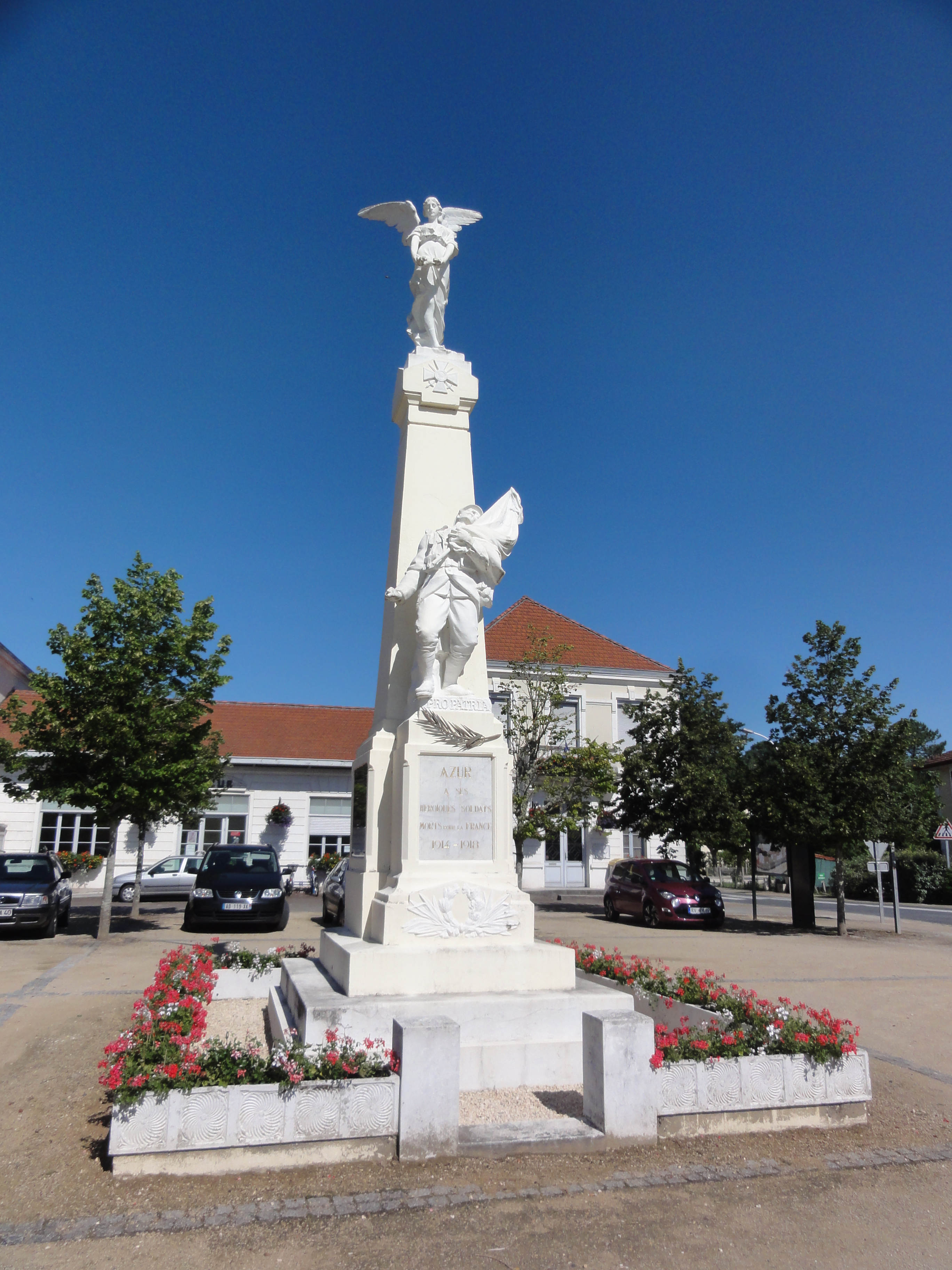
Azur, Poilu mourant en défendant son drapeau avec la Victoire ailée.
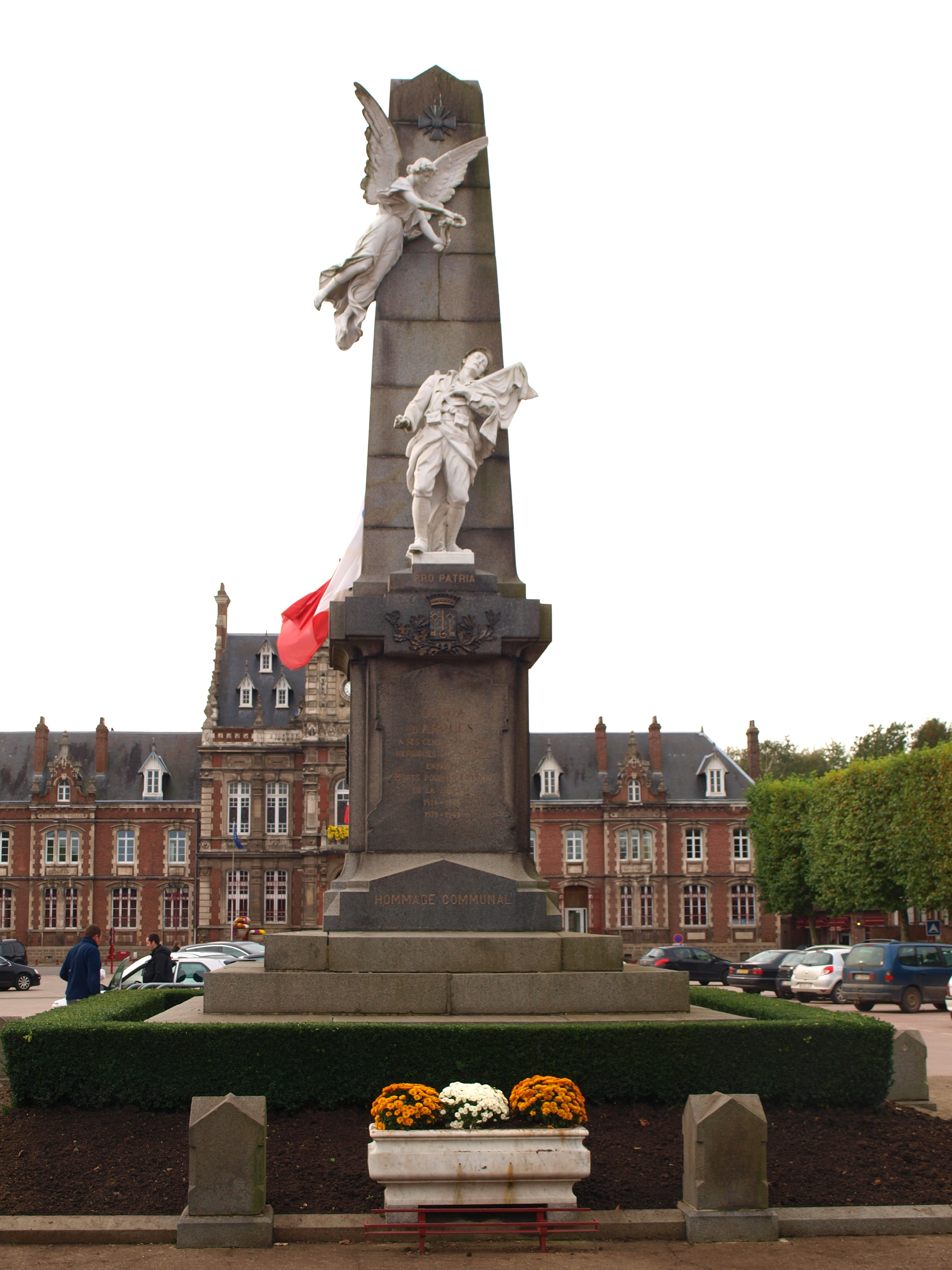
Arques : la Victoire couronnant un Poilu avec Drapeau
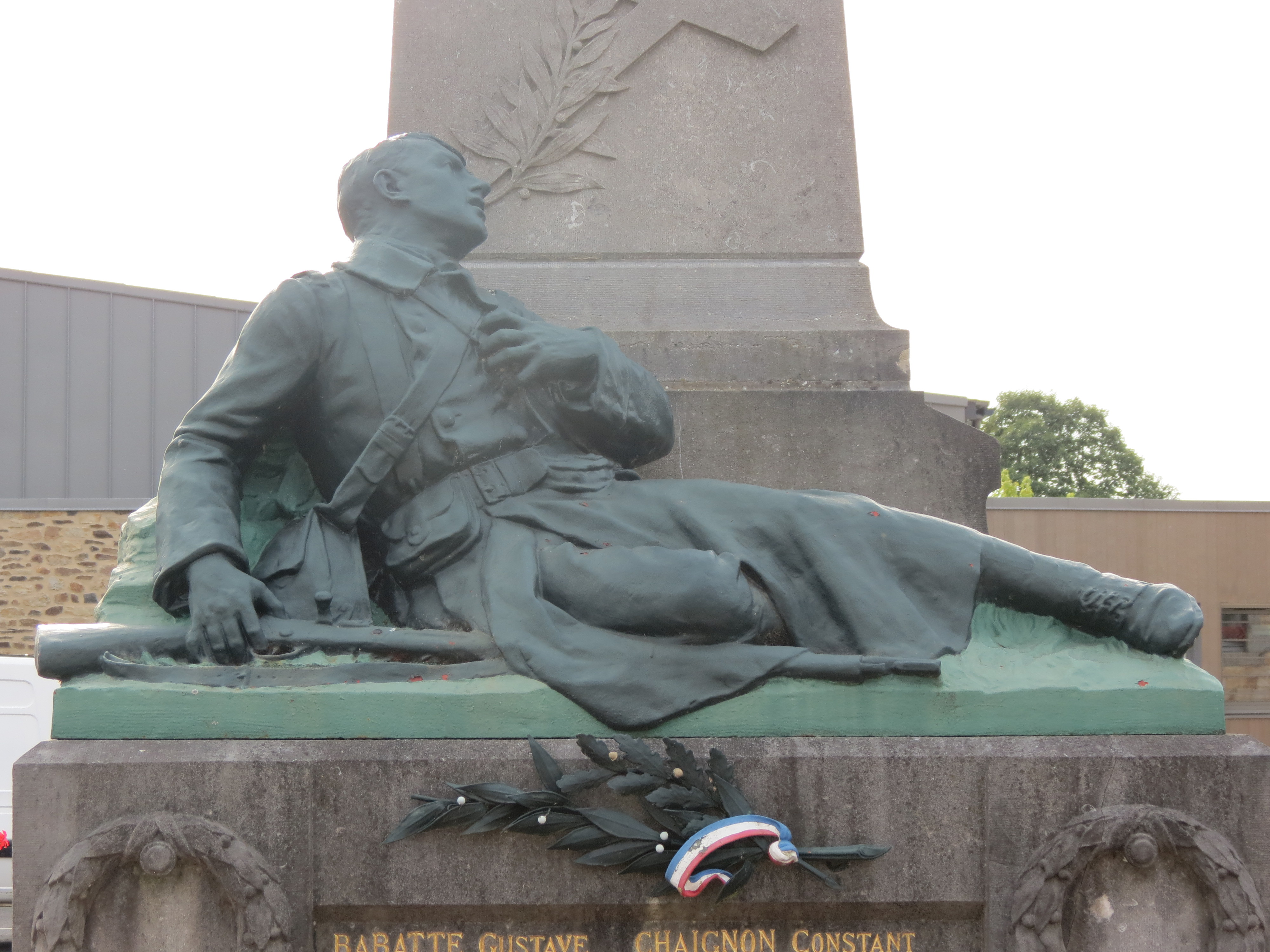
Juvigny-sous-Andaine, poilu mourant couché de Déchin.

## Liste de monuments aux morts constitués de cette statue en France
Monuments aux morts représentant le poilu mourant, blessé ou gisant, dans ses diverses variantes. Le « poilu mourant en défendant le drapeau » étant le plus fréquent.
Les monuments sont classés par ordre alphabétique de région. Au sein de celles-ci, par ordre alphabétique de départements et, au sein de ceux-ci, par ordre alphabétique de communes, ou anciennes communes.

### Auvergne-Rhône-Alpes

#### Ain
| Œuvre                                    | Auteur       | Commune                    | Localisation              | Notes | Installation | Coordonnées                      | Illustration                             |
| ---------------------------------------- | ------------ | -------------------------- | ------------------------- | ----- | ------------ | -------------------------------- | ---------------------------------------- |
| Monument aux morts de Brégnier-Cordon    | À déterminer | Brégnier-Cordon            | À déterminer              |       | À déterminer | 45° 38′ 50″ nord, 5° 37′ 13″ est | Monument aux morts de Brégnier-Cordon    |
| Monument aux morts de Lagnieu            | À déterminer | Lagnieu                    | À déterminer              |       | À déterminer | 45° 54′ 14″ nord, 5° 20′ 58″ est | Monument aux morts de Lagnieu            |
| Le François                              | À déterminer | Oyonnax                    | Dans le cimetière nouveau |       | À déterminer | 46° 15′ 46″ nord, 5° 39′ 55″ est | Le François                              |
| monument aux morts de Priay              | À déterminer | Priay                      | À déterminer              |       | À déterminer | 46° 00′ 16″ nord, 5° 17′ 29″ est | monument aux morts de Priay              |
| monument aux morts                       | À déterminer | Saint-Jean-le-Vieux        | À déterminer              |       | À déterminer | 46° 01′ 43″ nord, 5° 23′ 18″ est | monument aux morts                       |
| Le Poilu mourant en défendant le Drapeau | À déterminer | Saint-Julien-sur-Reyssouze | À déterminer              |       | À déterminer | 46° 24′ 07″ nord, 5° 06′ 34″ est | Le Poilu mourant en défendant le Drapeau |
| monument aux morts de Lompnieu           | À déterminer | Valromey-sur-Séran         | Lompnieu                  |       | À déterminer | 45° 57′ 41″ nord, 5° 39′ 35″ est | monument aux morts de Lompnieu           |

#### Allier
| Œuvre                                                         | Auteur       | Commune | Localisation      | Notes | Installation | Coordonnées    | Illustration                                                  |
| ------------------------------------------------------------- | ------------ | ------- | ----------------- | ----- | ------------ | -------------- | ------------------------------------------------------------- |
| Le Poilu mourant en défendant le Drapeau (monument aux morts) | À déterminer | Gannat  | Dans le cimetière |       | À déterminer | à géolocaliser | Le Poilu mourant en défendant le Drapeau (monument aux morts) |

### Bourgogne-Franche-Comté

#### Doubs
| Œuvre                                                           | Auteur                     | Commune       | Localisation                                                                        | Notes                           | Installation | Coordonnées                      | Illustration                                                   |
| --------------------------------------------------------------- | -------------------------- | ------------- | ----------------------------------------------------------------------------------- | ------------------------------- | ------------ | -------------------------------- | -------------------------------------------------------------- |
| La France Victorieuse (d) et Poilu blessé (monument aux morts)  | Copie d'après Jules Déchin | Courvières    | À déterminer                                                                        |                                 | À déterminer | à géolocaliser                   | La France Victorieuse (d) et Poilu blessé (monument aux morts) |
| Monument aux morts                                              | À déterminer               | La Chaux      | À déterminer                                                                        |                                 | À déterminer | à géolocaliser                   | Monument aux morts                                             |
| Poilu mourant dans les bras de la Victoire (monument aux morts) | À déterminer               | Les Fourgs    | Au bord de la Grande rue (RD 6), entre la mairie et l'école                         | Érigé en 1921 devant la mairie. | 2013         | 46° 50′ 06″ nord, 6° 24′ 00″ est | Monument aux morts des Fourgs                                  |
| Monument aux morts                                              | À déterminer               | Métabief      | Rue du village (RD 385), sur le parvis de l'église de la Présentation-de-Notre-Dame |                                 | À déterminer | à géolocaliser                   | Monument aux morts                                             |
| Monument aux morts                                              | À déterminer               | Saint-Antoine | Dans le cimetière, à côté de l'église Saint-Antoine                                 |                                 | À déterminer | 46° 46′ 37″ nord, 6° 20′ 16″ est | Monument aux morts de Saint-Antoine                            |
| Monument aux morts                                              | Henri Vallette             | Valentigney   | Sur la place du Souvenir français                                                   |                                 | 1920         | 47° 27′ 38″ nord, 6° 53′ 39″ est | Monument aux morts de Valentigney                              |

#### Jura
| Œuvre                                                         | Auteur       | Commune  | Localisation                               | Notes | Installation | Coordonnées                      | Illustration                   |
| ------------------------------------------------------------- | ------------ | -------- | ------------------------------------------ | ----- | ------------ | -------------------------------- | ------------------------------ |
| Monument aux morts                                            | À déterminer | Chaussin | À déterminer                               |       | À déterminer | 46° 58′ 04″ nord, 5° 24′ 25″ est | Monument aux morts de Chaussin |
| Le Poilu mourant en défendant le Drapeau (monument aux morts) | À déterminer | Macornay | Près de l'église Notre-Dame de la Nativité |       | 1922         | 46° 38′ 38″ nord, 5° 32′ 29″ est | Monument aux morts de Macornay |
| Le Poilu mourant en défendant le Drapeau (monument aux morts) | À déterminer | Maynal   | Près de l'église                           |       | À déterminer | 46° 33′ 31″ nord, 5° 25′ 20″ est | Monument aux morts de Maynal   |

#### Yonne
| Œuvre                                                         | Auteur                     | Commune | Localisation                             | Notes | Installation | Coordonnées                      | Illustration                                                  |
| ------------------------------------------------------------- | -------------------------- | ------- | ---------------------------------------- | ----- | ------------ | -------------------------------- | ------------------------------------------------------------- |
| Le Poilu mourant en défendant le Drapeau (monument aux morts) | À déterminer               | Cry     | Grande rue                               |       | À déterminer | 47° 42′ 26″ nord, 4° 14′ 00″ est | Monument aux morts de Cry                                     |
| Poilu blessé (monument aux morts)                             | Copie d'après Jules Déchin | Senan   | Entre la mairie et l'église Saint-Firmin |       | 1921         | 47° 54′ 42″ nord, 3° 21′ 33″ est | Monument aux morts de Senan                                   |
| Le Poilu mourant en défendant le Drapeau (monument aux morts) | À déterminer               | Treigny | À déterminer                             |       | À déterminer | à géolocaliser                   | Le Poilu mourant en défendant le Drapeau (monument aux morts) |

### Bretagne

#### Ille-et-Vilaine
| Œuvre                              | Auteur                     | Commune               | Localisation             | Notes | Installation | Coordonnées    | Illustration |
| ---------------------------------- | -------------------------- | --------------------- | ------------------------ | ----- | ------------ | -------------- | --- |
| Poilu blessé (monument aux morts)  | Copie d'après Jules Déchin | La Chapelle-Bouëxic   | À déterminer             |       | À déterminer | à géolocaliser | Poilu blessé (monument aux morts) |
| Poilu blessé (monument aux morts), | Jules Déchin               | Vieux-Vy-sur-Couesnon | Sur la place de l'église |       | 1922         | à géolocaliser | Poilu blessé (monument aux morts)« Monument aux morts à Vieux-Vy-sur-Couesnon », sur plateforme ouverte du patrimoine,« Monument aux morts de 1914-1918 à Vieux-Vy-sur-Couesnon », sur À nos grands hommes |

#### Morbihan
| Œuvre              | Auteur                 | Commune | Localisation                                  | Notes | Installation | Coordonnées    | Illustration       |
| ------------------ | ---------------------- | ------- | --------------------------------------------- | ----- | ------------ | -------------- | ------------------ |
| Monument aux morts | Jean Guillaume Donnart | Cléguer | À côté de l'église Saint-Gérand               |       | 1923         | à géolocaliser | Monument aux morts |
| Monument aux morts | À déterminer           | Naizin  | À côté de l'église Saint-Côme-et-Saint-Damien |       | À déterminer | à géolocaliser | Monument aux morts |

### Centre-Val de Loire

#### Loiret
| Œuvre              | Auteur       | Commune  | Localisation | Notes | Installation | Coordonnées    | Illustration       |
| ------------------ | ------------ | -------- | ------------ | ----- | ------------ | -------------- | ------------------ |
| Monument aux morts | À déterminer | Arrabloy | À déterminer |       | À déterminer | à géolocaliser | Monument aux morts |

### Hauts-de-France

#### Aisne
| Œuvre                                         | Auteur                     | Commune            | Localisation | Notes | Installation | Coordonnées    | Illustration                                  |
| --------------------------------------------- | -------------------------- | ------------------ | ------------ | ----- | ------------ | -------------- | --------------------------------------------- |
| Monument aux morts                            | À déterminer               | Barisis-aux-Bois   | À déterminer |       | À déterminer | à géolocaliser | Monument aux morts                            |
| Monument aux morts                            | À déterminer               | Brancourt-le-Grand | À déterminer |       | À déterminer | à géolocaliser | Monument aux morts                            |
| Monument aux morts                            | À déterminer               | Clairfontaine      | À déterminer |       | À déterminer | à géolocaliser | Monument aux morts                            |
| Poilu blessé (monument aux morts)             | Copie d'après Jules Déchin | La Ferté-Chevresis | À déterminer |       | À déterminer | à géolocaliser | Poilu blessé (monument aux morts)             |
| Monument aux morts                            | À déterminer               | Prémont            | À déterminer |       | À déterminer | à géolocaliser | Monument aux morts                            |
| Poilu mourant couché (d) (monument aux morts) | Copie d'après Jules Déchin | Urcel              | À déterminer |       | À déterminer | à géolocaliser | Poilu mourant couché (d) (monument aux morts) |

#### Nord
| Œuvre                           | Auteur         | Commune      | Localisation                  | Notes | Installation | Coordonnées    | Illustration                    |
| ------------------------------- | -------------- | ------------ | ----------------------------- | ----- | ------------ | -------------- | ------------------------------- |
| Monument aux morts de 1914-1918 | Michel Sajous  | Aniche       | Sur la place Berrioz          |       | 1924         | à géolocaliser | Monument aux morts de 1914-1918 |
| Monument aux morts              | Maurice Ringot | Bois-Grenier | Sur la place des Trois Maires |       | À déterminer | à géolocaliser | Monument aux morts              |

#### Oise
| Œuvre              | Auteur       | Commune         | Localisation | Notes | Installation | Coordonnées    | Illustration       |
| ------------------ | ------------ | --------------- | ------------ | ----- | ------------ | -------------- | ------------------ |
| Monument aux morts | À déterminer | Margny-sur-Matz | À déterminer |       | À déterminer | à géolocaliser | Monument aux morts |

#### Pas-de-Calais
| Œuvre                              | Auteur                     | Commune            | Localisation                  | Notes | Installation | Coordonnées    | Illustration                                                           |
| ---------------------------------- | -------------------------- | ------------------ | ----------------------------- | ----- | ------------ | -------------- | ---------------------------------------------------------------------- |
| Monument aux morts                 | À déterminer               | Arques             | Sur la Grande place           |       | À déterminer | à géolocaliser | Monument aux morts« Monument aux morts d'Arques », sur Wikipasdecalais |
| Monument aux morts                 | À déterminer               | Auchy-les-Mines    | Sur la place Jean-Jaurès      |       | À déterminer | à géolocaliser | Monument aux morts                                                     |
| Monument aux morts                 | À déterminer               | Berck              | Dans le cimetière             |       | À déterminer | à géolocaliser | Monument aux morts                                                     |
| Monument aux morts                 | À déterminer               | Calonne-sur-la-Lys | À déterminer                  |       | À déterminer | à géolocaliser | Monument aux morts                                                     |
| Poilu blessé (monument aux morts)  | Copie d'après Jules Déchin | Écoust-Saint-Mein  | À déterminer                  |       | À déterminer | à géolocaliser | Poilu blessé (monument aux morts)                                      |
| Poilu mourant (monument aux morts) | Charles-Henri Pourquet     | Loos-en-Gohelle    | Sur la place de la République |       | 1924         | à géolocaliser | Poilu mourant (monument aux morts)                                     |

### Normandie

#### Calvados
| Œuvre              | Auteur       | Commune | Localisation              | Notes | Installation | Coordonnées                        | Illustration                  |
| ------------------ | ------------ | ------- | ------------------------- | ----- | ------------ | ---------------------------------- | ----------------------------- |
| Monument aux morts | À déterminer | Cabourg | Dans le parc de la mairie |       | À déterminer | 49° 17′ 14″ nord, 0° 06′ 57″ ouest | Monument aux morts de Cabourg |

#### Eure
| Œuvre                                                         | Auteur                         | Commune           | Localisation                                | Notes | Installation | Coordonnées                      | Illustration                            |
| ------------------------------------------------------------- | ------------------------------ | ----------------- | ------------------------------------------- | ----- | ------------ | -------------------------------- | --------------------------------------- |
| Soldat gisant (monument aux morts)                            | Charles-Henri Pourquet         | Fontaine-la-Soret | À déterminer                                |       | 1920         | 49° 08′ 59″ nord, 0° 42′ 55″ est | Monument aux morts de Fontaine-la-Soret |
| Monument aux morts                                            | Alfred Finot et Robert Raymond | Gaillon           | Sur la place Aristide-Briand                |       | 1923         | 49° 09′ 39″ nord, 1° 20′ 05″ est | Monument aux morts de Gaillon           |
| Le Poilu mourant en défendant le Drapeau (monument aux morts) | À déterminer                   | Gasny             | Rue de Paris (RD 313), devant la mairie     |       | À déterminer | 49° 05′ 29″ nord, 1° 36′ 19″ est | Monument aux morts de Gasny             |
| Le Poilu mourant en défendant le Drapeau (monument aux morts) | À déterminer                   | Iville            | Rue d'Elbeuf (RD 840), en face de la mairie |       | À déterminer | 49° 10′ 43″ nord, 0° 55′ 32″ est | Monument aux morts d'Iville             |

#### Manche
| Œuvre                                                           | Auteur                     | Commune                | Localisation                                                    | Notes | Installation | Coordonnées                        | Illustration                                                                                                 |
| --------------------------------------------------------------- | -------------------------- | ---------------------- | --------------------------------------------------------------- | ----- | ------------ | ---------------------------------- | --- |
| Monument aux morts,                                             | Charles Desvergnes         | Bricquebec-en-Cotentin | rue du 11 novembre                                              |       | 1925         | 49° 28′ 15″ nord, 1° 37′ 49″ ouest | Monument aux morts de Bricquebec                                                                             |
| Le Poilu mourant en défendant le Drapeau (monument aux morts)   | À déterminer               | Céaux                  | Dans le cimetière, à côté de l'église Saint-Cyr-Sainte-Juliette |       | À déterminer | à géolocaliser                     | Le Poilu mourant en défendant le Drapeau (monument aux morts)« Monument aux morts de Céaux », sur Wikimanche |
| Poilu mourant (monument aux morts)                              | Copie d'après Jules Déchin | Pleines-Œuvres         | Dans le cimetière, à côté de l'église Saint-Aubin               |       | À déterminer | à géolocaliser                     | Poilu mourant (monument aux morts)                                                                           |
| La France Victorieuse (d) et Poilu mourant (monument aux morts) | Copie d'après Jules Déchin | Pont-Farcy             | À côté de l'église Saint-Jean-Baptiste                          |       | 1919         | 48° 56′ 12″ nord, 1° 02′ 10″ ouest | Monument aux morts de Pont-Farcy                                                                             |

### Nouvelle-Aquitaine

#### Creuse
| Œuvre                       | Auteur           | Commune     | Localisation                                                  | Notes | Installation | Coordonnées                      | Illustration                      |
| --------------------------- | ---------------- | ----------- | ------------------------------------------------------------- | ----- | ------------ | -------------------------------- | --------------------------------- |
| Monument aux morts          | Marius Saïn (de) | Clugnat     | Sur la place de l'Église, au bord de la rue du Docteur-Tuquet |       | 1919         | 46° 18′ 28″ nord, 2° 07′ 05″ est | Monument aux morts de Clugnat     |
| Monument aux morts (ancien) | À déterminer     | La Courtine | Rue de la Gasne                                               |       | À déterminer | 45° 42′ 19″ nord, 2° 15′ 28″ est | Monument aux morts de La Courtine |

#### Landes
| Œuvre                                                         | Auteur       | Commune      | Localisation | Notes | Installation | Coordonnées    | Illustration                                                  |
| ------------------------------------------------------------- | ------------ | ------------ | ------------ | ----- | ------------ | -------------- | ------------------------------------------------------------- |
| Le Poilu mourant en défendant le Drapeau (monument aux morts) | À déterminer | Azur         | À déterminer |       | À déterminer | à géolocaliser | Le Poilu mourant en défendant le Drapeau (monument aux morts) |
| Monument aux morts                                            | À déterminer | Saint-Yaguen | À déterminer |       | À déterminer | à géolocaliser | Monument aux morts                                            |

#### Gironde
| Œuvre                                                         | Auteur                             | Commune               | Localisation                                  | Notes                | Installation | Coordonnées    | Illustration                                                  |
| ------------------------------------------------------------- | ---------------------------------- | --------------------- | --------------------------------------------- | -------------------- | ------------ | -------------- | ------------------------------------------------------------- |
| Monument aux morts                                            | René Buthaud et Jean-Élie Chaveron | Coutras               | Sur la place Ernest Barrauc, devant la mairie | Érigé[Où ?] en 1924. | 2013         | à géolocaliser | Monument aux morts                                            |
| Monument aux morts                                            | À déterminer                       | Lesparre-Médoc        | À déterminer                                  |                      | À déterminer | à géolocaliser | Monument aux morts                                            |
| Monument aux morts                                            | À déterminer                       | Podensac              | Dans le cimetière                             | Inscrit MH (2014).   | À déterminer | à géolocaliser | Monument aux morts                                            |
| Le Poilu mourant en défendant le Drapeau (monument aux morts) | À déterminer                       | Sauveterre-de-Guyenne | À déterminer                                  |                      | À déterminer | à géolocaliser | Le Poilu mourant en défendant le Drapeau (monument aux morts) |

#### Lot-et-Garonne
| Œuvre                                                         | Auteur             | Commune             | Localisation                                    | Notes              | Installation | Coordonnées                      | Illustration |
| ------------------------------------------------------------- | ------------------ | ------------------- | ----------------------------------------------- | ------------------ | ------------ | -------------------------------- | --- |
| Le Poilu mourant en défendant le Drapeau (monument aux morts) | Gourdon            | Colayrac-Saint-Cirq | Sur la place Léopold Marquez                    |                    | À déterminer | 44° 13′ 11″ nord, 0° 33′ 08″ est | Monument aux morts de Colayrac-Saint-Cirq |
| Monument aux morts                                            | À déterminer       | Duras               | Sur la place de la Résistance                   |                    | 1924         | à géolocaliser                   | Monument aux morts« Monument aux morts de 1914-1918 à », sur À nos grands hommes                                                              |
| Monument aux morts                                            | Raoul Lamourdedieu | Marmande            | Sur la place du 11-novembre, en face de la gare | Inscrit MH (2014). | 1922         | 44° 30′ 10″ nord, 0° 10′ 03″ est | Monument aux morts de Marmande |
| Le Poilu mourant en défendant le Drapeau (monument aux morts) | Gourdon            | Tournon-d'Agenais   | À côté de l'église Saint-Barthélemy             |                    | À déterminer | à géolocaliser                   | Le Poilu mourant en défendant le Drapeau (monument aux morts)« Monument aux morts de 1914-1918 à Tournon-d'Agenais », sur À nos grands hommes |

### Occitanie

#### Gers
| Œuvre              | Auteur       | Commune | Localisation | Notes | Installation | Coordonnées    | Illustration       |
| ------------------ | ------------ | ------- | ------------ | ----- | ------------ | -------------- | ------------------ |
| Monument aux morts | À déterminer | Samatan | À déterminer |       | À déterminer | à géolocaliser | Monument aux morts |

#### Haute-Garonne
| Œuvre              | Auteur       | Commune       | Localisation                           | Notes              | Installation | Coordonnées    | Illustration       |
| ------------------ | ------------ | ------------- | -------------------------------------- | ------------------ | ------------ | -------------- | ------------------ |
| Monument aux morts | Paul Ducuing | Saint-Gaudens | Sur l'esplanade de la Légion d'honneur | Inscrit MH (2018). | À déterminer | à géolocaliser | Monument aux morts |

#### Hautes-Pyrénées
| Œuvre              | Auteur         | Commune | Localisation                 | Notes | Installation | Coordonnées                      | Illustration       |
| ------------------ | -------------- | ------- | ---------------------------- | ----- | ------------ | -------------------------------- | ------------------ |
| Monument aux morts | Georges Vivent | Galan   | Devant l'église Saint-Julien |       | 1921         | 43° 13′ 19″ nord, 0° 24′ 27″ est | Monument aux morts |

### Provence-Alpes-Côte d'Azur

#### Var
| Œuvre                                         | Auteur                                     | Commune | Localisation                                          | Notes                                       | Installation | Coordonnées                      | Illustration                                  |
| --------------------------------------------- | ------------------------------------------ | ------- | ----------------------------------------------------- | ------------------------------------------- | ------------ | -------------------------------- | --------------------------------------------- |
| Monument aux morts (commémore : 14-18, 39-45) | Marbreries Générales de Paris (entreprise) | Carcès  | Bouleverd Fournery, dans le square à côté de la poste | Piédestal avec poilu étreignant le drapeau. | 1921         | 43° 28′ 34″ nord, 6° 11′ 03″ est | Monument aux morts (commémore : 14-18, 39-45) |
| Monument aux morts (commémore : 14-18, 39-45) | Ferdinand Honnoré (sculpteur)              | Varages | Sur la place de la Libération                         |                                             | 1920         | 43° 35′ 52″ nord, 5° 57′ 36″ est | Monument aux morts de Varages                 |